# Tell Me Something: The Songs of Mose Allison
Tell Me Something: The Songs of Mose Allison es el vigésimo quinto álbum de estudio del músico norirlandés Van Morrison, grabado con Georgie Fame, Mose Allison y Ben Sidran, y publicado por la compañía discográfica Verve Records en octubre de 1996. El álbum alcanzó el primer puesto en las listas de álbumes de jazz en los Estados Unidos.

## Grabación
Tell Me Something fue grabado por completo durante un único día, y las interpretaciones registradas en directo tomaron sólo una o dos tomas. Las canciones fueron compuestas por Mose Allison y están interpretadas por el propio Allison, por Georgie Fame, por Ben Sidran y por Van Morrison, admirador del trabajo de Allison. El propio Morrison declaró en una entrevista que tenía en mente el álbum desde hacía tiempo.
Sidran comentó sobre trabajar con Morrison: «Es exactamente igual que lo que parece en el escenario. Nunca hace nada de la misma manera dos veces. Todo lo que se hace en el estudio es en directo, de modo que cualquier cosa que toques es probable que termine en el disco».

## Lista de canciones
Todas las canciones escritas y compuestas por Mose Allison. 
| N.º | Título                                | Duración |  |
| 1.  | «One of These Days»                   | 3:18     |  |
| 2.  | «You Can Count on Me (To Do My Part)» | 3:22     |  |
| 3.  | «If You Live»                         | 3:47     |  |
| 4.  | «Was»                                 | 3:28     |  |
| 5.  | «Look Here»                           | 2:09     |  |
| 6.  | «City Home»                           | 3:26     |  |
| 7.  | «No Trouble Livin'»                   | 2:15     |  |
| 8.  | «Benediction»                         | 3:01     |  |
| 9.  | «Back on the Corner»                  | 2:23     |  |
| 10. | «Tell Me Something»                   | 2:40     |  |
| 11. | «I Don't Want Much»                   | 2:03     |  |
| 12. | «News Nightclub»                      | 2:43     |  |
| 13. | «Perfect Moment»                      | 2:13     |  |

## Personal
- Van Morrison: voz y armónica.
- Georgie Fame: voz y órgano Hammond.
- Ben Sidran: piano y voz.
- Mose Allison: voz y piano en «I Don't Want Much» y «Perfect Moment».
- Alec Dankworth: contrabajo
- Ralph Salmins: batería
- Guy Barker: trompeta
- Pee Wee Ellis: saxofón tenor
- Leo Green: saxofón tenor
- Robin Aspland: piano Wurlitzer

## Posición en listas
| País           | Lista           | Posición |
| -------------- | --------------- | -------- |
| Estados Unidos | Top Jazz Albums | 1        |